# Канделия
Канделия (лат. Kandelia) — род растений семейства Ризофоровые (Rhizophoraceae). Одно из основных мангровых растений. Представляет собой небольшое дерево или кустарник. Как и для всех мангровых ризофоровых, для канделии характерна вивипария — прорастание семян в ещё не зрелых плодах, не утративших физиологическую связь с материнским растением.
Произрастает в задней части приливно-отливной полосы, ближе к сухопутным растительным сообществам. В достаточно отдалённой от моря зоне растёт непосредственно на берегах эстуариев.
Впервые была описанная в 1686 году, долгое время рассматривалась как монотипный род, сейчас включает в себя два вида, Kandelia candel и Kandelia obovata. Kandelia obovata является самым холодоустоучивым мангровым растением.
МСОП относит оба вида канделии к видам, вызывающим наименьшие опасения.

## Описание
Представляет собой небольшое дерево или кустарник. Пневматофоры отсутствуют. Кора гладкая, серовато или красновато-коричневая. Высота Kandelia candel — 4—8 м, расширяющийся внизу ствол окружён опорными корнями. Относительно медленно растущая Kandelia obovata (1,5 м за 5 лет), обычно достигает высоты 3 м. На каменистых почвах, подверженных влиянию солёной океанической воды, канделия может принять форму карликового кустарника высотой 40 см. Kandelia obovata является самым холодоустоучивым мангровым растением.

### Листья
Листья супротивные, цельные, овальные, у Kandelia obovata от обратнояйцевидных до обратнояйцевидно-эллиптических, у Kandelia candel могут приближаться к ланцетным. Длина 6—16 см, ширина 2,5—6 см. Края цельные, слегка загнуты. Черешки круглые в сечении, 1—1,5 см длиной. Прилистники линейные, уплощённые.

### Цветки
Цветки белые, длиной 1,5—2 см, собраны в одиночные цимозные соцветия по 4 и более. Соцветия имеют тонкие, длиной от 2—3 до 5 см, цветоножки, 2 прицветника. Пара одинаковых прицветничков охватывает 4—5-членную чашечку, срастаясь с её основанием. Цветоножка имеет длину длиной 2—3 мм, может отсутствовать. Лепестков столько же, сколько и чашелистиков. Длина чашелистиков 14—19 мм, ширина от 2 мм у Kandelia candel до 2,5—3 мм у Kandelia obovata. Лепестки белые, двойные, с реснитчатым краем. Между лепестками имеются искривлённые волоски 5—6 мм длиной. По краям цветоложа 30—40 тычинок с мелкими пыльниками, двухгнёздными, вскрывающимися продольно, и нитями разной длины от 8 мм до 15 мм. Завязь нижняя, одногнёздная (из-за деградации перегородок), с 6-ю семяпочками. Столбик пестика нитевидный, длиной 1—1,5 см, с тремя рыльцами. Цветочный диск окружает чашечку с нектаром.
В отличие от остальных ризофоровых, опыляются непосредственно крупными насекомыми с длинным хоботком.

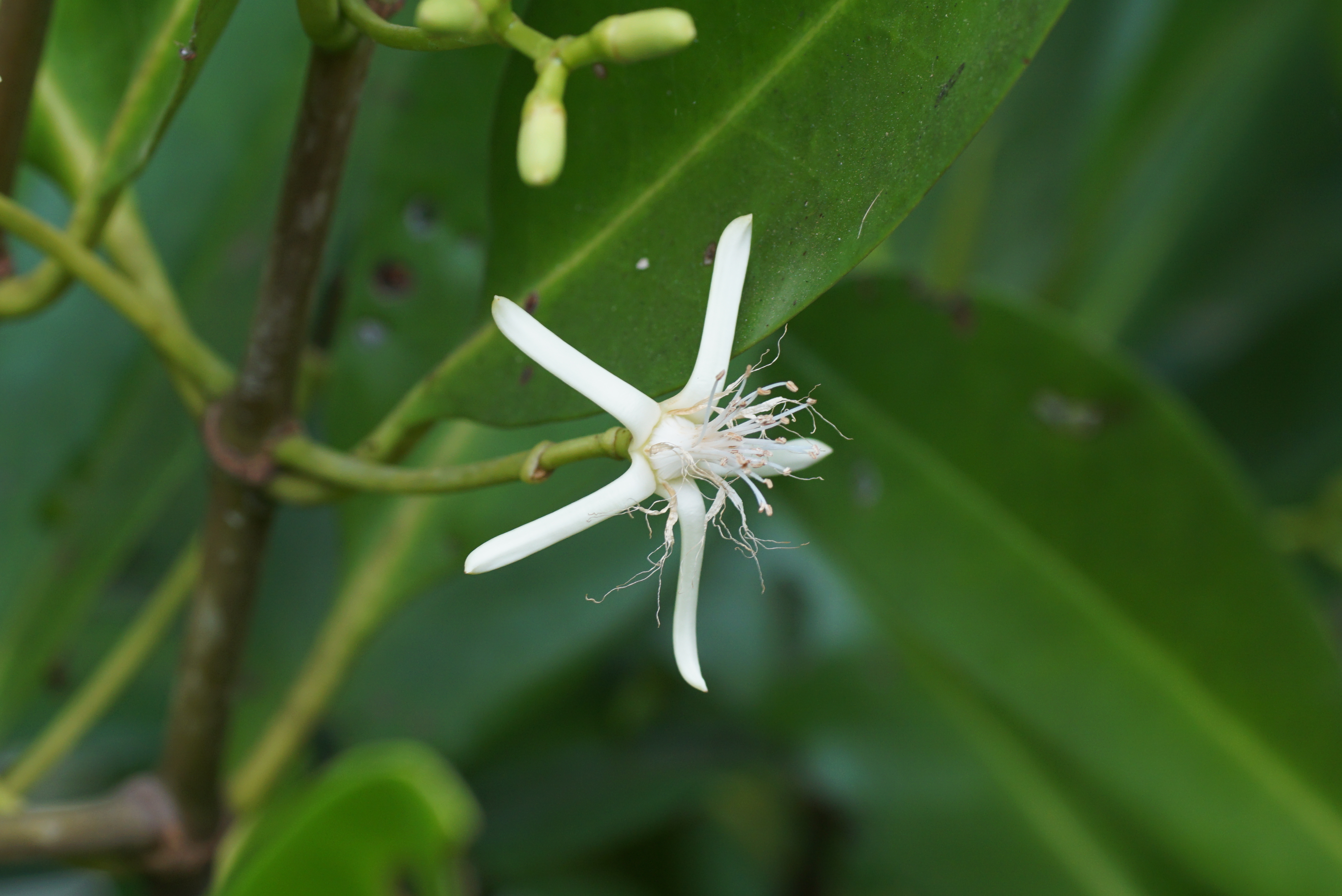
Цветок Kandelia candel
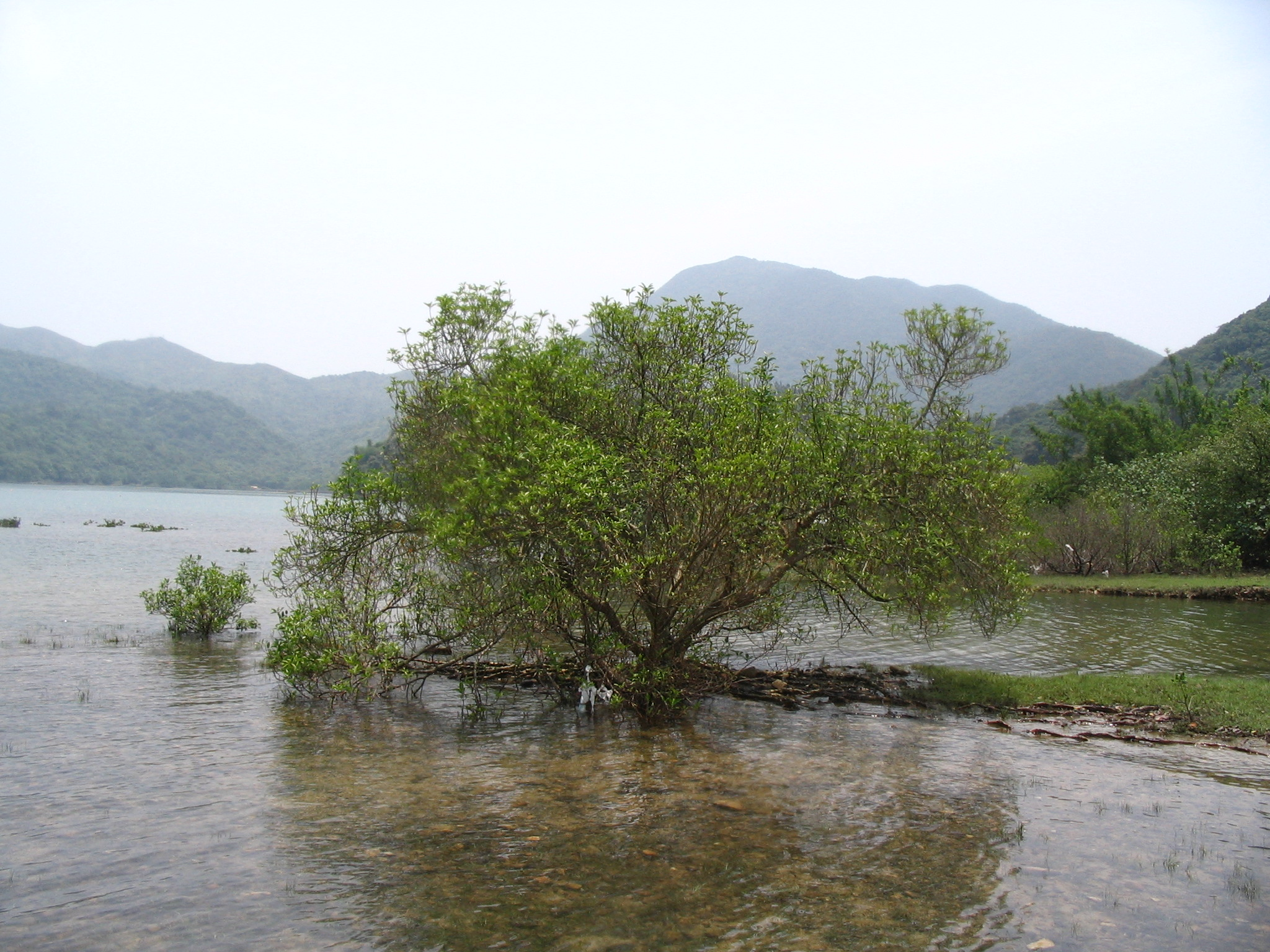
Kandelia obovata
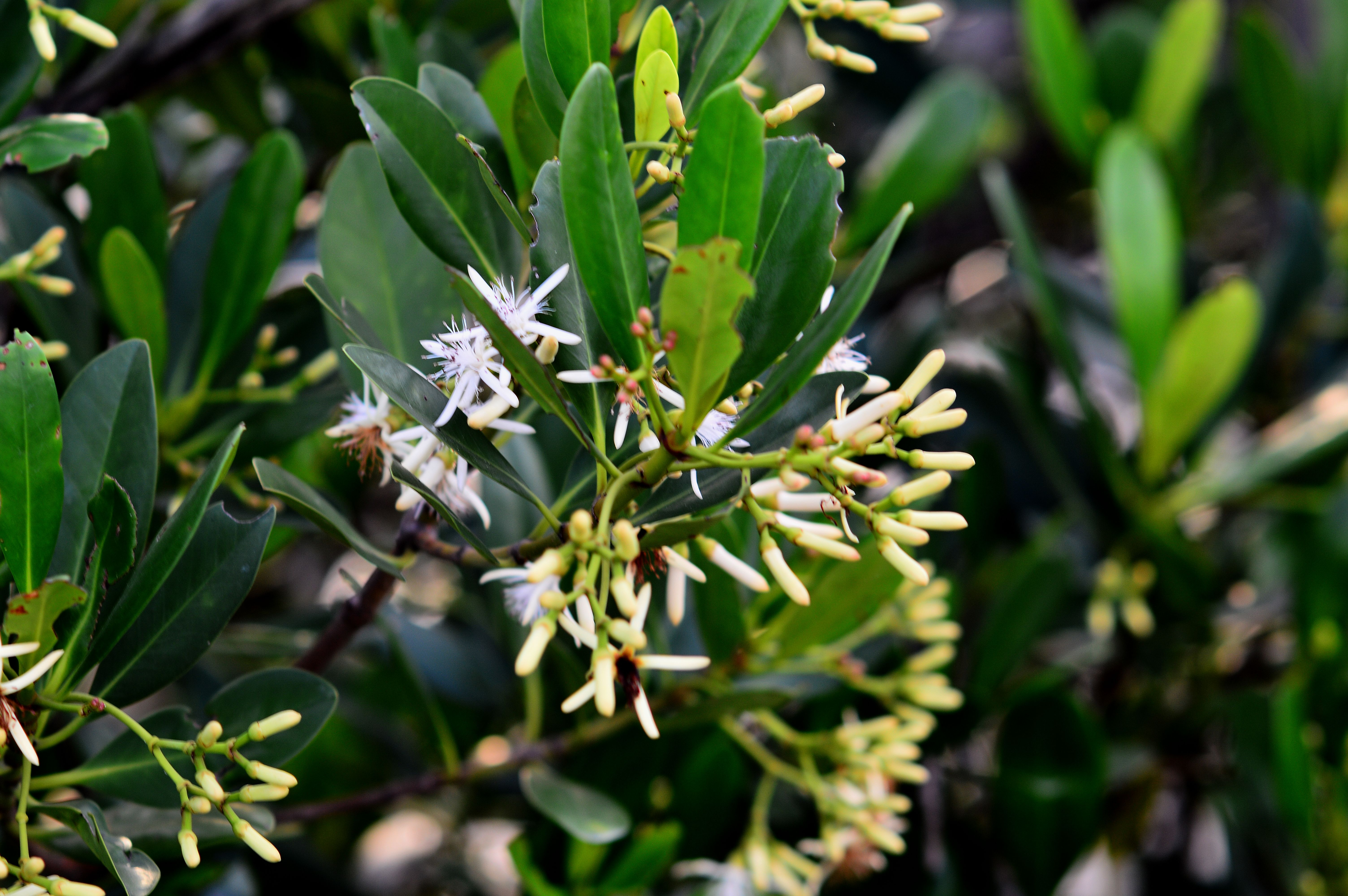
Соцветия Kandelia obovata
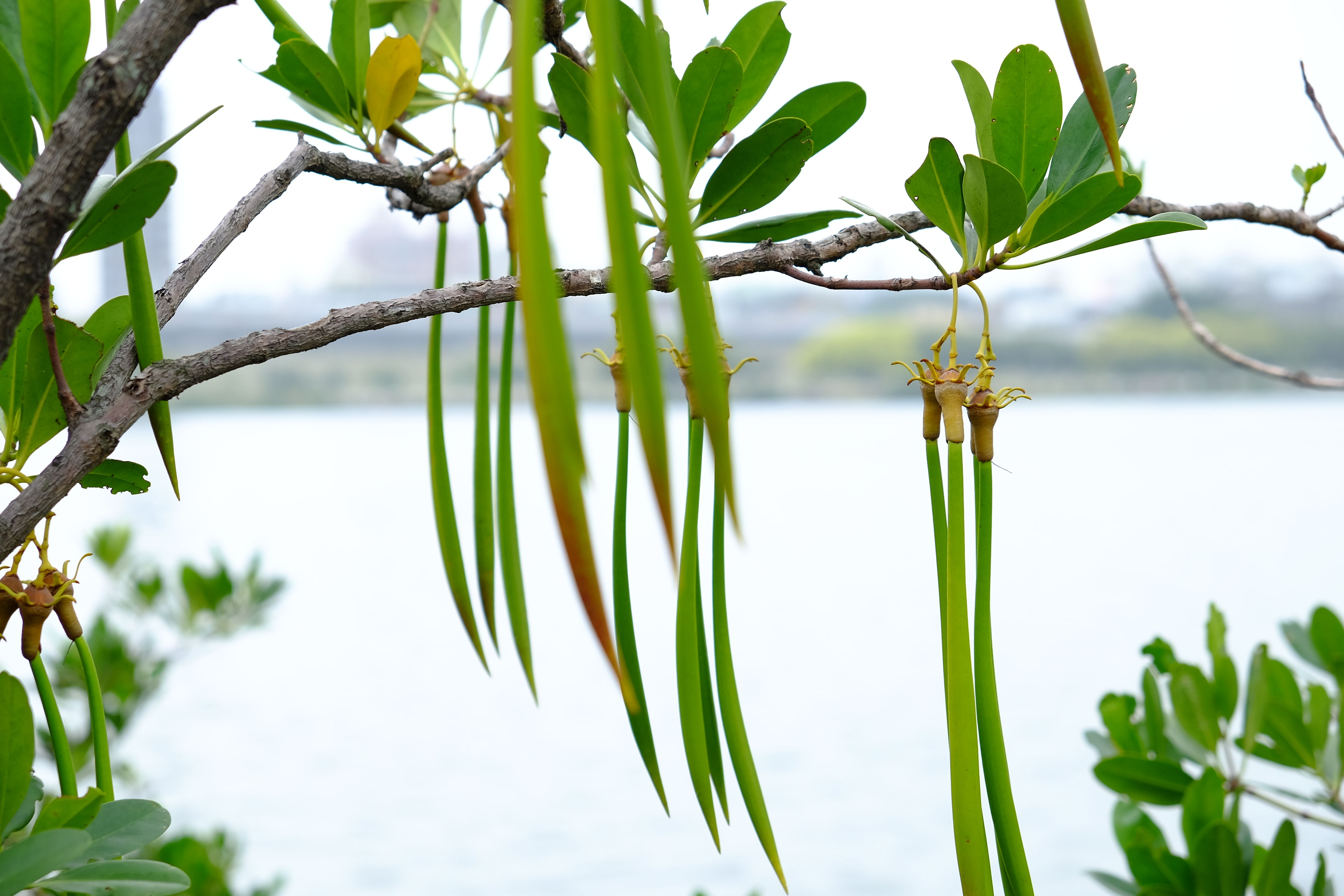
Ветвь с проростками Kandelia obovata
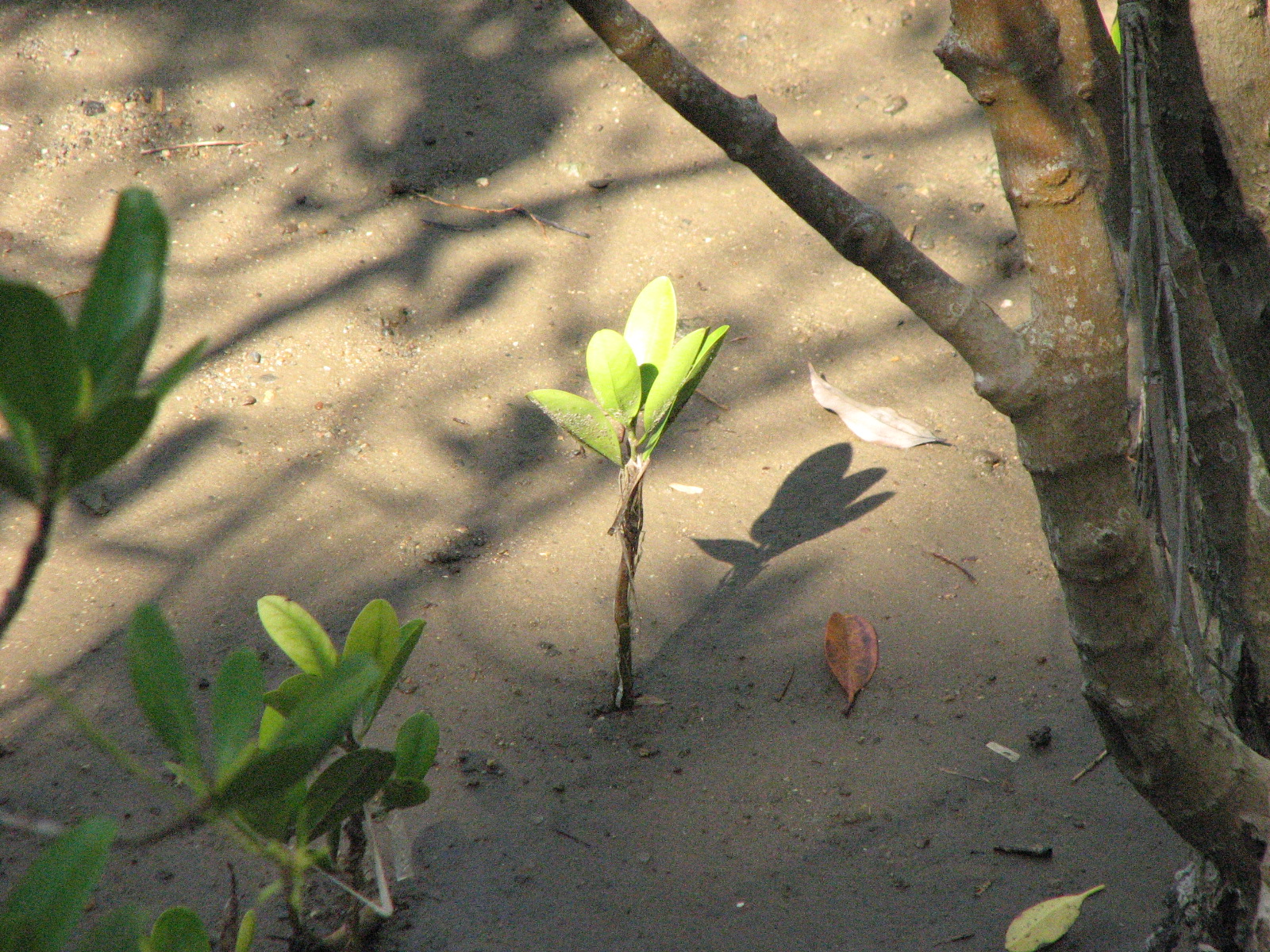
Укоренившийся проросток Kandelia obovata

### Плоды
Односеменные плоды постоянно несут чашелистики, имеют длину 1,5—2 см, плодоножка удлинённая. Узкий прямой, направленный вниз, сужающийся к концу проросток развивается в плоде, не потерявшим связь с материнским деревом. Обычный размер проростка 15—25 см, но может достигать 40 см.

### Влияние солёности
Биологические характеристики зависят от солёности воды в местах произрастания. С повышением солёности воды листья становятся более толстыми и кожистыми, их устьица погружаются в эпидерму. Наблюдения в китайской провинции Фуцзянь показали, что содержание соли 7,5—21,2 ‰ является нормальным для жизнедеятельности канделии, оптимальным — около 10 ‰. При пониженной солёности снижается скорость роста дерева и количество цветков и плодов, с повышением — рост замедляется, количество цветков и плодов уменьшается вплоть до полного прекращения цветения при солёности свыше 28,5 ‰. Кроме того, при повышенной концентрации соли корни обрастают морскими желудями, в более солёной воде чаще, чем в менее солёной.

## Место в древостое
Распространена преимущественно в подлеске мангровых лесов, на северной границе ареала может образовывать самостоятельный древостой. Но и в расположенном близко к экватору, всего 4° 47' с. ш., девственном лесу вдоль реки Тутонг в Брунее, канделия произрастает в виде пояса шириной 2—6 м и протяжённостью 1,26 км впереди древостоев ризофоры и авиценнии белой. Может доминировать в смешанном древостое, в подлеске часто является наиболее заметной древесной породой. Встречается в ассоциации с бругиерой голокорневой, эгицерасом рожковидным, и др.

## Места произрастания

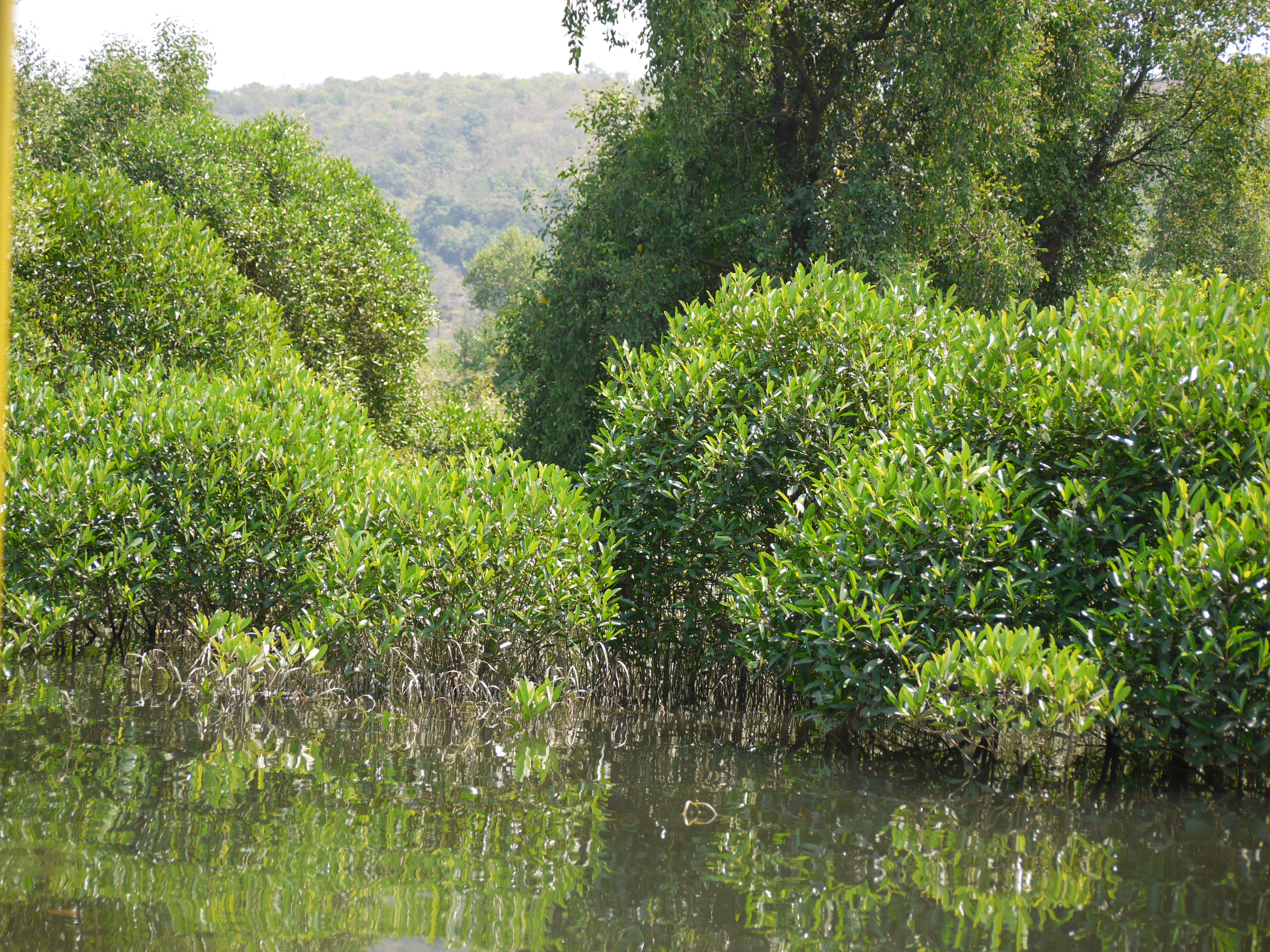
Канделия на берегу реки на западе Индии

Произрастает в мангровых лесах, в задней части приливно-отливной полосы, ближе к сухопутным растительным сообществам. В достаточно отдалённой от моря зоне растёт непосредственно на берегах эстуариев. Может первой заселять безлесые участки.
Канделия — самое северное мангровое растение, произрастает вплоть до 31°23′ с. ш. (японский остров Кюсю).
Kandelia candel широко распространена на западных берегах Индостана, на восточных — в индийском штате Орисса, в Сундарбане, на Андаманских островах, в Мьянме, в Малайзии, в Сингапуре, в Таиланде, в южном Вьетнаме, а также в Индонезии только на севере Суматры, на острове Хальмахера и на Молуккских островах.
Ареал Kandelia obovata включает в себя Вьетнам, Китай, Тайвань, Японию и индонезийские острова Бунгуран. Возможно встречается и на севере Филиппин.

## История исследования

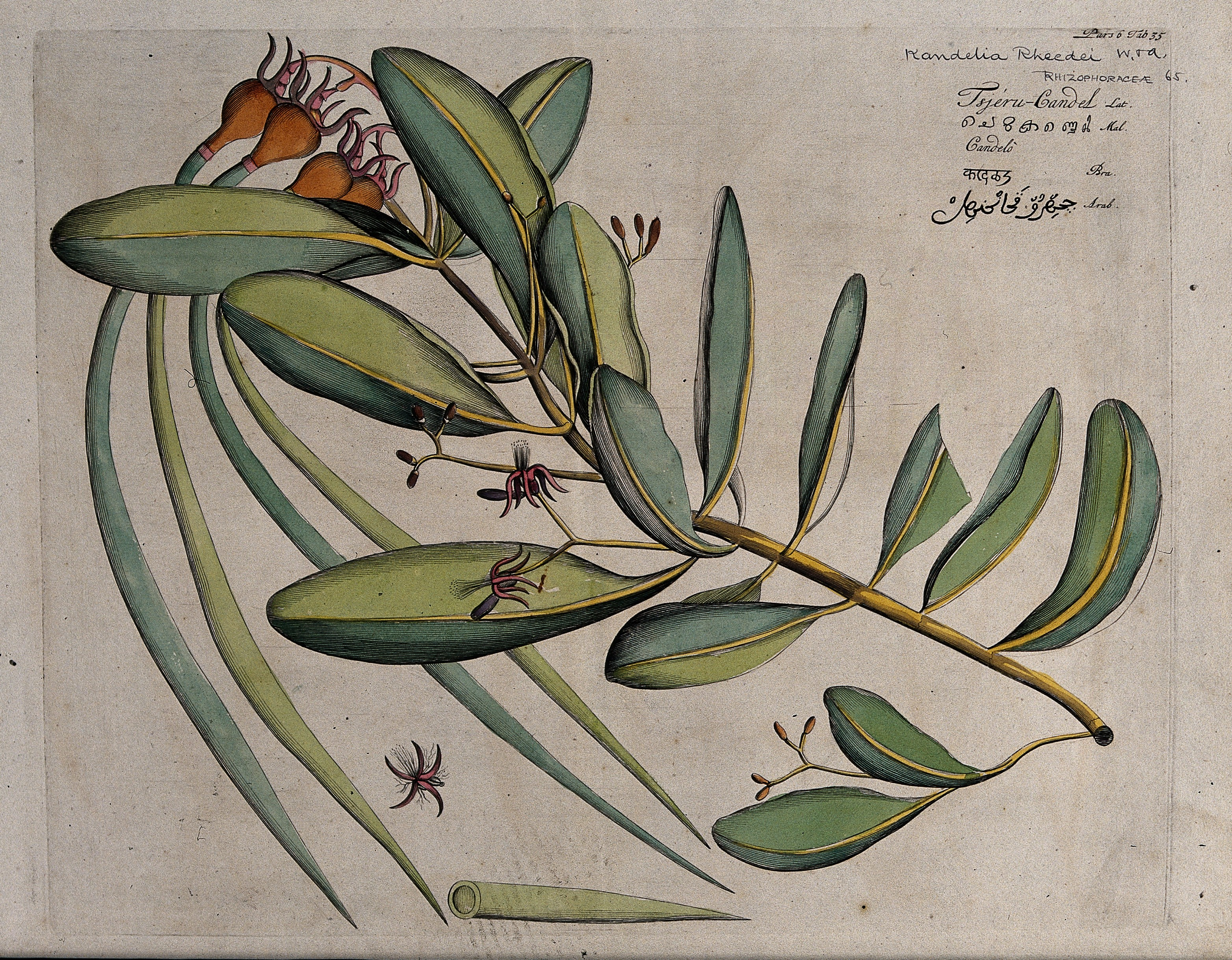
Ботаническая иллюстрация, сделанная ван Реде, впервые опубликованная в Амстердаме в 1686 году, — ветвь с цветками и плодами и отдельный цветок и разрезанный плод

Впервые была описана в 1686 году в Малабаре (Индия) нидерландским ботаником ван Реде под названием Tsjerou-kandel. В 1828 году была причислена к роду Ризофора под именем Rhizophora Kandelia, в 1834 году признана самостоятельным монотипным родом Kandelia. В 1914 вид получил название Kandelia candel.
Исследования, произведённые в разных популяциях, выявили различия в количестве хромосом, молекулярном строении ДНК, анатомическом строении листьев и физиологических адаптациях, присущих представителям канделии в разных частях ареала. В 1984—1995 годах было замечено, что в Японии ядра клеток содержат 36 хромосом, в Индии 38. Выявились заметные различия в устойчивости к холодам. Например, к 1993 выжило только 33 % растений из Брунея и Таиланда, посаженных в Гонконге в 1989 году, а выжившие не плодоносили, в то время как все местные растения, посаженные одновременно с ними в том же месте, развивались нормально. В южных популяциях паренхима в нижней части листьев отсутствует, а в северных палисадная паренхима двухслойная. Эти и другие отличия между растениями разных частей ареала, позволили в 2003 году сделать уверенный вывод о существовании двух различных видов в роду Канделия.

## Использование
Ценная твёрдая древесина канделии используется для разных целей. Также заготавливается на дрова.

## Сохранность и угрозы
Различия в определении понятия «мангры» в законодательствах разных стран затрудняют оценку занимаемых ими территорий, тем не менее в докладе ФАО ООН 2007 года усреднённо рассмотрены потери площадей, занимаемых манграми, с 1980 по 2005 годы. Для Kandelia candel они составили 23 %, для Kandelia obovata в Китае и Японии — 29 %. Сохранности способствуют меры по охране (на Тайване Kandelia obovata является охраняемым видом) и лесовосстановлению. Kandelia candel высаживается в Индии. Kandelia obovata выращивается в Японии последние 100 лет, во Вьетнаме она высаживается для защиты берегов от эрозии и штормов. МСОП относит оба вида канделии к видам, вызывающим наименьшие опасения. Тем не менее некоторые угрозы, большей частью антропогенного происхождения, для них остаются.
Основной угрозой является потеря мест произрастания из-за занятия их человеком для своих нужд, в основном для выращивания креветок, под сельское хозяйство, рыбоводство, производство поваренной соли. Другими серьёзными угрозами являются урбанизация и индустриализация, строительство дорог, портов, аэропортов, курортов.
Серьёзные проблемы представляют собой загрязнение от сточных вод и нефти, замусоривание, тепловое загрязнение, смывание загрязнений с антропогенных территорий. Изменения климата представляют угрозу на границах ареала. Ущерб наносится и по естественным причинам — из-за циклонов, ураганов, цунами.

## Таксономическая схема
|  |                  |  |                   |                                      |                          |  | ещё 58 порядков цветковых растений (APG III, 2009) | ещё 58 порядков цветковых растений (APG III, 2009) |                                 |  |                                         |  | ещё 17 родов, в том числе мангровые Бругиера, Цериопс, Ризофора | ещё 17 родов, в том числе мангровые Бругиера, Цериопс, Ризофора |  |
|  |                  |  |                   |                                      |                          |  | ещё 58 порядков цветковых растений (APG III, 2009) | ещё 58 порядков цветковых растений (APG III, 2009) |                                 |  |                                         |  | ещё 17 родов, в том числе мангровые Бругиера, Цериопс, Ризофора | ещё 17 родов, в том числе мангровые Бругиера, Цериопс, Ризофора |  |
|  |                  |  |                   | отдел Цветковые, или Покрытосеменные |                          |  |                                                    |                                                    | семейство Ризофоровые           |  |                                         |  |                                                                 |                                                                 |  |
|  |                  |  |                   | отдел Цветковые, или Покрытосеменные |                          |  |                                                    |                                                    | семейство Ризофоровые           |  | 2 вида Kandelia candel Kandelia obovata |  |                                                                 |                                                                 |  |
|  | царство Растения |  |                   |                                      | порядок Мальпигиецветные |  |                                                    |                                                    | род Канделия                    |  |                                         |  |                                                                 |                                                                 |  |
|  | царство Растения |  |                   |                                      |                          |  |                                                    |                                                    |                                 |  |                                         |  |                                                                 |                                                                 |  |
|  |                  |  | ещё 13—16 отделов | ещё 13—16 отделов                    |                          |  |                                                    | ещё 35 семейств (APG III, 2009)                    | ещё 35 семейств (APG III, 2009) |  |                                         |  |                                                                 |                                                                 |  |
|  |                  |  |                   | ещё 13—16 отделов                    |                          |  |                                                    |                                                    | ещё 35 семейств (APG III, 2009) |  |                                         |  |                                                                 |                                                                 |  |